# Périandre
Sauf précision contraire, les dates de cet article sont sous-entendues « avant l'ère commune » (AEC), c'est-à-dire « avant Jésus-Christ ».
Périandre (en grec ancien: Περίανδρος), fils du tyran Cypsélos, est le second, et l'un des plus remarquables, tyran[style à revoir] de Corinthe. Grâce à lui, Corinthe acquit une importance qu'elle ne devait plus jamais connaître après sa mort. À sa cour vivait le poète Arion de Méthymne.

## Histoire
Successeur de son père en 627, il aurait régné 40 ans. Il améliora les ports de Corinthe, encouragea les arts et le commerce, et construisit la première rampe sur l'isthme (appelée diolkos ou dromos) - rampe qui permit aux navires de passer du golfe de Corinthe au golfe Saronique et d'éviter de contourner tout le Péloponnèse. L'argent gagné grâce à cette voie permit à Périandre de supprimer les impôts à Corinthe. Il s'empara de la cité d'Épidaure au sud-est de Corinthe, puis conquit Corcyre, et y exila son fils Lycophron quand celui-ci lui reprocha la mort de sa mère Mélissa, refusant de régner avec son meurtrier. Périandre tenta plus tard de se réconcilier avec son fils, qui accepta de revenir à Corinthe à condition que Périandre s'occupât de la colonie. Les habitants de Corcyre assassinèrent alors Lycophron ; Périandre mourut peu après.

### Politique économique et sociale
Dans les campagnes, la question agraire semble avoir été résolue en Attique après le gouvernement de Pisistrate, de même en Mégaride, où Théagène distribua des terres à ses partisans. Pour retenir ces nouveaux propriétaires sur leur sol et les empêcher de venir grossir la plèbe urbaine, Pisistrate leur envoya des juges itinérants, tandis que Périandre faisait siéger des conseils locaux jusqu'aux extrémités du territoire corinthien.
Périandre aurait commencé comme un tyran plus modéré que son père mais finit par représenter le modèle du tyran cruel chez Hérodote et Aristote. Dans La Politique, Aristote raconte que Périandre conseilla le tyran Thrasybule de Milet de « couper les épis qui dépassent », c'est-à-dire de se débarrasser des citoyens qui l'emportaient sur les autres. Thrasybule comprit qu'il devait éliminer les aristocrates, comme les Bacchiades, qui pouvaient menacer son pouvoir. Il s'appuya sur la plèbe contre la noblesse et entreprit des répressions violentes.
On raconte qu'il envoya à Alyatte II, roi de Lydie, trois cents jeunes gens des plus grandes familles de Corcyre, colonie de Corinthe, les deux cités ne cessant d'être en désaccord malgré leur parenté, pour en faire des eunuques ; mais ils furent sauvés par les Samiens, lors d'une escale dans leur île du navire qui les transportait. Il aurait projeté[pas clair] Mélissa lors d'une dispute, d'où la débilité de Cypsélos le Jeune, et plus tard l'aurait tuée à coups de pierre dans un accès de colère à cause d'une fausse accusation. Il aurait ensuite institué un culte autour du fantôme de Mélissa.
Il régna jusqu'en 585 ; son fils Lycophron étant mort et son autre fils, Cypsélos le Jeune, stupide, c'est son neveu Psammétique qui lui succéda.
Périandre était souvent mis dans les listes des Sept sages de Grèce pour certains de ses proverbes, même si Platon s'indignait qu'on confondît son intelligence avec de la sagesse.

### Sources
- Aristote, Politique V, 12.
- Platon, La République V, 12.
- Platon, Lettre II, 311 a.
- Hérodote, Histoires [détail des éditions] [lire en ligne], III, 48-53 ; V, 92.